# Vòng loại Giải vô địch bóng đá châu Âu 2024 (Bảng G)
Bảng G của Vòng loại giải vô địch bóng đá châu Âu 2024 là một trong 10 bảng để quyết định đội sẽ vượt qua vòng loại cho vòng chung kết Giải vô địch bóng đá châu Âu 2024 diễn ra tại Đức. Bảng G bao gồm 5 đội: Bulgaria, Hungary, Litva, Montenegro và Serbia. Các đội tuyển sẽ thi đấu với nhau mỗi trận khác trên sân nhà và sân khách với thể thức đấu vòng tròn.
Hai đội tuyển đứng nhất và nhì bảng sẽ vượt qua vòng loại trực tiếp cho trận chung kết. Các đội tham gia vòng play-off sẽ được quyết định dựa trên thành tích của họ trong UEFA Nations League 2022–23.

## Bảng xếp hạng
| VT | Đội        | ST | T | H | B | BT | BB | HS | Đ  | Giành quyền tham dự                |     | Hungary | Serbia | Montenegro | Litva | Bulgaria |
| -- | ---------- | -- | - | - | - | -- | -- | -- | -- | ---------------------------------- | --- | ------- | ------ | ---------- | ----- | -------- |
| 1  | Hungary    | 8  | 5 | 3 | 0 | 16 | 7  | +9 | 18 | Giành quyền tham dự vòng chung kết |     | —       | 2–1    | 3–1        | 2–0   | 3–0      |
| 2  | Serbia     | 8  | 4 | 2 | 2 | 15 | 9  | +6 | 14 | Giành quyền tham dự vòng chung kết |     | 1–2     | —      | 3–1        | 2–0   | 2–2      |
| 3  | Montenegro | 8  | 3 | 2 | 3 | 9  | 11 | −2 | 11 |                                    |     | 0–0     | 0–2    | —          | 2–0   | 2–1      |
| 4  | Litva      | 8  | 1 | 3 | 4 | 8  | 14 | −6 | 6  |                                    | 2–2 | 1–3     | 2–2    | —          | 1–1   |          |
| 5  | Bulgaria   | 8  | 0 | 4 | 4 | 7  | 14 | −7 | 4  |                                    | 2–2 | 1–1     | 0–1    | 0–2        | —     |          |

## Các trận đấu
Lịch thi đấu đã được xác nhận bởi UEFA vào ngày 10 tháng 10 năm 2022, sau lễ bốc thăm một ngày. Thời gian là CET/CEST, như được liệt kê bởi UEFA (giờ địa phương, nếu khác nhau, nằm trong dấu ngoặc đơn).
| Bulgaria | 0–1      | Montenegro     |
| -------- | -------- | -------------- |
|          | Chi tiết | - Krstović 70' |

| Serbia                     | 2–0      | Litva |
| -------------------------- | -------- | ----- |
| - Tadić 16' - Vlahović 53' | Chi tiết |       |

| Hungary                                 | 3–0      | Bulgaria |
| --------------------------------------- | -------- | -------- |
| - Vécsei 7' - Szoboszlai 26' - Ádám 39' | Chi tiết |          |

| Montenegro | 0–2      | Serbia                |
| ---------- | -------- | --------------------- |
|            | Chi tiết | - Vlahović 78', 90+6' |

| Litva            | 1–1      | Bulgaria     |
| ---------------- | -------- | ------------ |
| - Girdvainis 15' | Chi tiết | - Petkov 27' |

| Montenegro | 0–0      | Hungary |
| ---------- | -------- | ------- |
|            | Chi tiết |         |

| Bulgaria       | 1–1      | Serbia          |
| -------------- | -------- | --------------- |
| - Despodov 47' | Chi tiết | - Lazović 90+6' |

| Hungary                  | 2–0      | Litva |
| ------------------------ | -------- | ----- |
| - Varga 32' - Sallai 83' | Chi tiết |       |

| Litva                            | 2–2      | Montenegro                 |
| -------------------------------- | -------- | -------------------------- |
| - Paulauskas 71' - Černych 90+4' | Chi tiết | - Krstović 78' - Savić 89' |

| Serbia                 | 1–2      | Hungary                 |
| ---------------------- | -------- | ----------------------- |
| - A. Szalai 10' (l.n.) | Chi tiết | - Varga 34' - Orbán 36' |

| Montenegro                    | 2–1      | Bulgaria      |
| ----------------------------- | -------- | ------------- |
| - Savić 45+1' - Jovetić 90+6' | Chi tiết | - Borukov 79' |

| Litva            | 1–3      | Serbia                   |
| ---------------- | -------- | ------------------------ |
| - Paulauskas 45' | Chi tiết | - Mitrović 21', 32', 43' |

| Bulgaria | 0–2      | Litva             |
| -------- | -------- | ----------------- |
|          | Chi tiết | - Širvys 45', 55' |

| Hungary                  | 2–1      | Serbia         |
| ------------------------ | -------- | -------------- |
| - Varga 20' - Sallai 34' | Chi tiết | - Pavlović 33' |

| Litva                      | 2–2      | Hungary                              |
| -------------------------- | -------- | ------------------------------------ |
| - Černych 20' - Širvys 36' | Chi tiết | - Szoboszlai 67' (ph.đ.) - Varga 82' |

| Serbia                         | 3–1      | Montenegro    |
| ------------------------------ | -------- | ------------- |
| - Mitrović 9', 73' - Tadić 77' | Chi tiết | - Jovetić 36' |

| Bulgaria                           | 2–2      | Hungary                             |
| ---------------------------------- | -------- | ----------------------------------- |
| - Delev 24' - Despodov 78' (ph.đ.) | Chi tiết | - Ádám 10' - A. Petkov 90+7' (l.n.) |

| Montenegro             | 2–0      | Litva |
| ---------------------- | -------- | ----- |
| - Kuč 3' - Jovetić 48' | Chi tiết |       |

| Hungary                               | 3–1      | Montenegro    |
| ------------------------------------- | -------- | ------------- |
| - Szoboszlai 66', 68' - Á. Nagy 90+3' | Chi tiết | - Rubežić 36' |

| Serbia                      | 2–2      | Bulgaria                   |
| --------------------------- | -------- | -------------------------- |
| - Veljković 16' - Babić 82' | Chi tiết | - Rusev 59' - Despodov 69' |

## Cầu thủ ghi bàn
Đã có 55 bàn thắng ghi được trong 20 trận đấu, trung bình 2.75 bàn thắng mỗi trận đấu.
5 bàn
- Aleksandar Mitrović

4 bàn
- Dominik Szoboszlai
- Barnabás Varga

3 bàn
- Kiril Despodov
- Pijus Širvys
- Stevan Jovetić
- Dušan Vlahović

2 bàn
- Martin Ádám
- Roland Sallai
- Fedor Černych
- Gytis Paulauskas
- Nikola Krstović
- Stefan Savić
- Dušan Tadić

1 bàn
- Preslav Borukov
- Spas Delev
- Marin Petkov
- Georgi Rusev
- Ádám Nagy
- Willi Orbán
- Bálint Vécsei
- Edvinas Girdvainis
- Edvin Kuč
- Slobodan Rubežić
- Srđan Babić
- Darko Lazović
- Strahinja Pavlović
- Miloš Veljković

1 bàn phản lưới nhà
- Aleks Petkov (trong trận gặp Hungary)
- Attila Szalai (trong trận gặp Serbia)

## Kỷ luật
Một cầu thủ sẽ bị đình chỉ tự động trong trận đấu tiếp theo cho các hành vi phạm lỗi sau đây:
- Nhận thẻ đỏ (thời gian treo giò có thể kéo dài nếu phạm lỗi nghiêm trọng)
- Nhận ba thẻ vàng trong ba trận đấu khác nhau, cũng như sau thẻ vàng thứ năm và bất kỳ thẻ vàng tiếp theo nào (việc treo thẻ vàng được chuyển tiếp đến vòng play-off, nhưng không phải là trận chung kết hoặc bất kỳ trận đấu quốc tế nào khác trong tương lai)

Các đình chỉ sau đây sẽ được thực hiện xuyên suốt các trận đấu vòng loại:
| Đội tuyển  | Cầu thủ         | Vi phạm                                                                                                 | Đình chỉ                             |
| ---------- | --------------- | --- | ------------------------------------ |
| Bulgaria   | Andrian Kraev   | vs Litva (14 tháng 10 năm 2023)                                                                         | vs Hungray (16 tháng 11 năm 2023)    |
| Bulgaria   | Valentin Antov  | vs Hungary (16 tháng 11 năm 2023)                                                                       | vs Serbia (19 tháng 11 năm 2023)     |
| Hungary    | Zsolt Kalmár    | vs Serbia (14 tháng 10 năm 2023)                                                                        | vs Lithuania (17 tháng 10 năm 2023)  |
| Hungary    | Miloš Kerkez    | vs Bulgaria (16 tháng 11 năm 2023)                                                                      | vs Montenegro (19 tháng 11 năm 2023) |
| Litva      | Justas Lasickas | vs Bulgaria (17 tháng 6 năm 2023)                                                                       | vs Hungary (20 tháng 6 năm 2023)     |
| Montenegro | Žarko Tomašević | vs Phần Lan tại UEFA Nations League 2022–23 (26 tháng 9 năm 2022)                                       | vs Bulgaria (24 tháng 3 năm 2023)    |
| Montenegro | Igor Vujačić    | vs Bulgaria (10 tháng 9 năm 2023)                                                                       | vs Serbia (17 tháng 10 năm 2023)     |
| Montenegro | Stefan Savić    | vs Bulgaria (24 tháng 3 năm 2023) · vs Hungary (17 tháng 6 năm 2023) · vs Serbia (17 tháng 10 năm 2023) | vs Lithuania (16 tháng 11 năm 2023)  |